# Sanfins de Ferreira

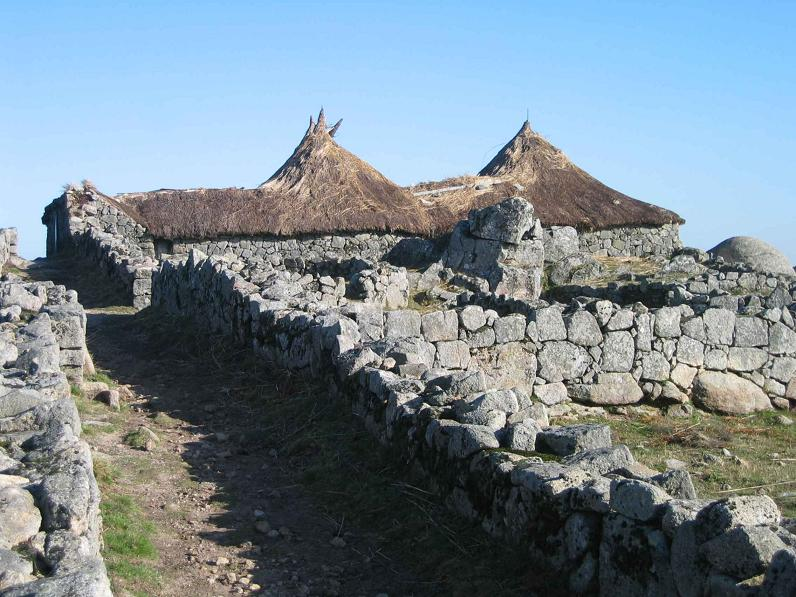
Sanfins, del municipi de Paços de Ferreira

Sanfins de Ferreira, també coneguda com Sâo Pedro Fins de Ferreira o només Sanfins, és una antiga freguesia portuguesa del municipi de Paços de Ferreira, amb 6,53 km² d'àrea i 3.139 habitants (al 2011). La densitat poblacional n'és de 480,7 hab/km².
Va ser extinta al 2013, en el marc d'una reforma administrativa nacional per a formar una nova freguesia denominada Sanfins Lamoso Codessos.
Al seu territori se situa un dels més importants poblats amb castre de la península Ibèrica, la citânia de Sanfins, a Casa de Vila Cova, el Museu Arqueològic de la Citânia de Sanfins, el Solar de Brandões on es trobava la creu templera, que dona vida al blasó del propi municipi.

## Història

### Sobre els orígens
Sâo Félix és anterior a l'entrada dels musulmans a la península Ibèrica. D'aquest temps suevovisigòtic al segle VII, a la rodalia de l'església de S. Pedro Fins de Ferreira, hi ha memòries i registres de l'existència de sepultures excavades a la roca. Abans de la fundació de Portugal, en els temps dels comtes, al 976, tenim la certesa de l'existència de frares i referències de Trastina a Sâo Cibrão, la capella del qual, al 1258, pertandrà al rei. De l'edat mitjana n'hi ha també el petit cementeri i la capella de S. Romão, dalt de la Citânia.

#### Llibre de Mumadona

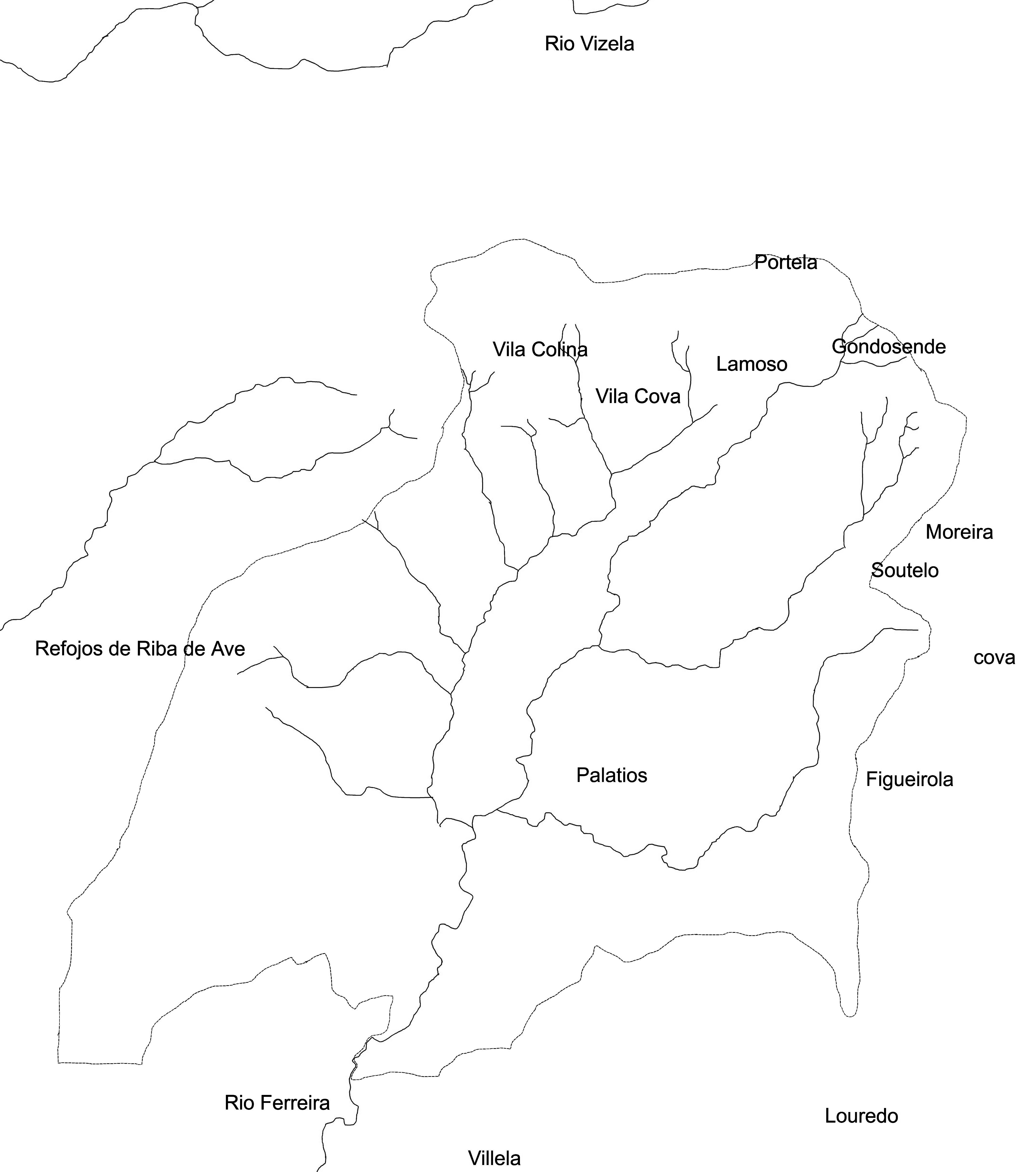
Territoris de Ferreira i possessions de Mumadona Dias (s. X)

L'església de Sant Felice, Vila Cova i Vila Colina s'esmenten en el llibre de Mumadona Dias, en la segona meitat del segle X, en què inventaria les possessions que té en aquests territoris Ferreira. Del territori de Sanfins de Ferreira diu que posseeix béns a "Villa Colina" i a "Villa Cova". Sobre Vila Cova en demostra l'origen i diu que en foren els seus oncles Patre, Gondemaro i Olidi. Significatiu n'és el passatge: "ecclesia de sancto felice et de sancto mamete que nobis incartauit erus abba et omnia que nobis incartauerat per ipsas uillas in genestaciolo quantum oobis incartauit Silimiro et recemundo in ferreira, villa de colina que nobis incartauit veta forsit et porcione in monte corduba que nobis incartauit Godesteo uiiiulfiz."Fixeu-vos que, en aquest document, l'església pertany a Sâo Fins i S. Mamede.

#### Fundació de la nacionalitat i el "coutode Fins de Ferreira"
Amb la restauració de les diòcesis, i la fundació de la nacionalitat, S. Fins de Ferreira resta dins la diòcesi de Braga al 1070, i només al 1882 passa a la diòcesi de Porto.
El cavaller Mem Viegas de Sousa (1070-1130) fou senyor d'aquesta església.
En el període de la conquesta cristiana, es restaura la diòcesi de Braga i Chã de Ferreira hi pertany. Hi ha registres que afirmen que, l'any 1111, el cavaller Soeiro Viegas és senyor de “Couto de Fins de Ferreira” i que ací funda un monestir. Arxivat 2016-11-06 a Wayback Machine. El títol nobiliari de “senyor del couto de Fins de Ferreira” és esmentat com a pertanyent a Mor de Ferreira, de la mare de Soeiro Viegas, al llarg del segle XIII.

#### La divisió delcouto, del monestir i del territori, les diòcesis
Quatre dècades després de restaurada la diòcesi de Braga (1070), se'n restaura la de Porto (1113) i comença la lluita pel domini d'aquesta Chã Ferreira, pel seu couto i pel monestir. Aquest territori i couto fou dividit entre la diòcesi de Braga i la de Porto. La de Porto es queda amb els dominis que integraven el terme d'Aguiar i els canonges de la Seu de Porto, al 1195, es queden amb una part del “nou” monestir de S. Pedro de Ferreira. L'arxidiòcesi de Braga acaba per no acatar la decisió de la Santa Seu i no recula fins al marge nord del riu Vizela: manté els dominis corresponents al terme de Ferreira, incloent-hi l'antiga església de S. Fins de Ferreira.
És en aquest context de tensió entre l'arxidiòcesi de Braga i la diòcesi de Porto que es percep la importància de Ferreira, d'aquesta església, d'aquest couto, i els silencis sobre el monestir i els monjos de S. Pedro de Ferreira.
L'església de Sâo Félix pertanyia a Ferreira, i era també el nom d'aquesta divisió administrativa -terme de Ferreira-, que s'estenia fins al riu, o siga, fins a l'església de S. Tiago de Lustosa, fins a l'església de S. Joâo de Portela-Codeços, fins a l'església de S. João de Eiriz, i fins a l'església de Santa Cruz-Cacães. A l'altra banda del riu, començava el terme d'Aguiar de Sousa, la diòcesi de Porto i el seu monestir de S. Pedro de Ferreira. Des de la fundació de la nacionalitat, S. Fins sempre s'inscriu “…de Ferreira”: “església de Santo Felice de Ferreira”, “església de Sam Pero Fynz de Ferreira”, “església S. Pedro Fins de Ferreira” i “Parròquia de Sanfins de Ferreira-S. Pedro ”.

#### El nom
S. Fins de Ferreira té una arrel i un sentit històric molt profund: els ferrers vivien a la ciutadella i anaren baixant cap a les terres més properes de les fonts. Hi ha l'antic topònim de Ferreira, lloc unit a Fervença, on brolla una deu del riu Ferreira.

#### El patró
Al principi, el patró d'aquesta església era sant Fèlix de Girona, amb festa l'1 d'agost. St. Fèlix de Girona va nàixer al nord d'Àfrica i fou martiritzat sota Dioclecià (284-305), en aquella ciutat catalana.(4) El culte a sant Pere mai suplantà, de manera definitiva, el culte a sâo Fins. Calgueren tres segles perquè l'“església de Sancti Felicis Ferrarie” començàs a ser coneguda com l'“església de Sam Pero Fynz de Ferreira” i, des de llavors continuen units. La primera vegada que el nom d'aquesta església apareix escrit és al 1220 en les Consultes. Per aquest document reial, sabem que aquesta terra es diu Ferreira i que el seu patró és S. Félix -“Sancto Felici”-, un església prou rica. De l'existència de béns pertanyents a l'Orde dels Templers, ni en aquesta regió hi ha registres. En les Consultes règies de 1258, l'església tenia el nom d'“església de Sancti Felicis Ferrarie” i d'ella, entre molts altres béns, depenia l'“església de Santa Maria de Lamoso”.

#### Possessió de Nuno Álvares Pereira
En els temps de la fundació de la dinastia d'Avís (s. XIV), S. Fins de Ferreira continuà independent i pertanyia al conestable Nuno Álvares Pereira, i passà al seu nebot, João Rodrigues Pereira. Encara hui, junt al lloc de Torre, hi ha el lloc de Pereira i la secular calçada de Pereira, que duu a la ciutadella.

#### L'església icomenda

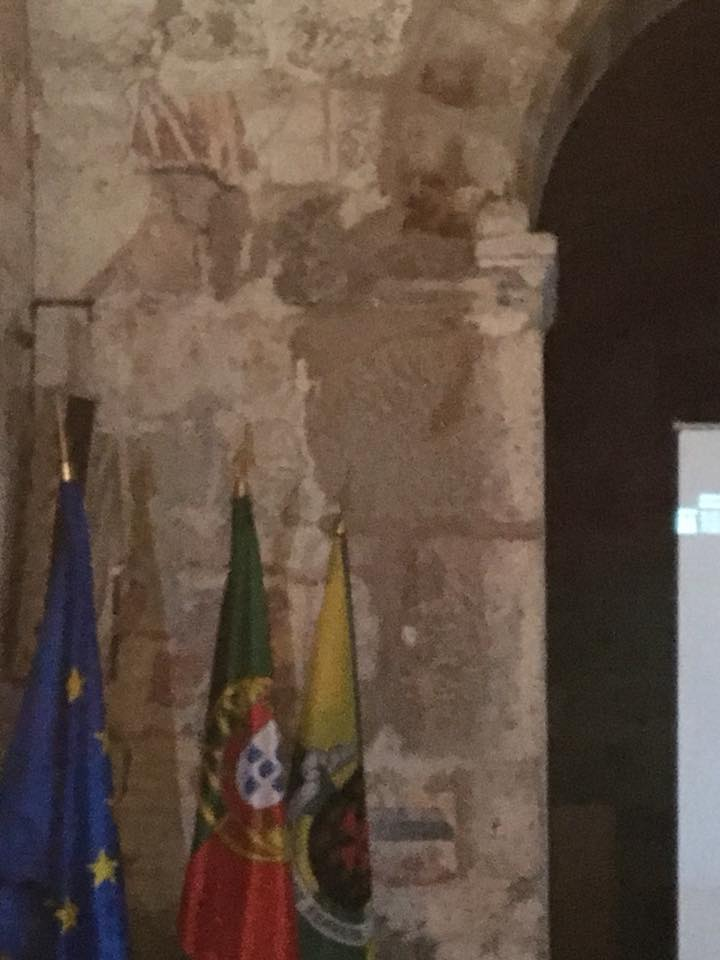
Pintura cinccentista en l'església de la diòcesi de Braga i comenda de l'Orde de Crist- S. Pedro Fins de Ferreira

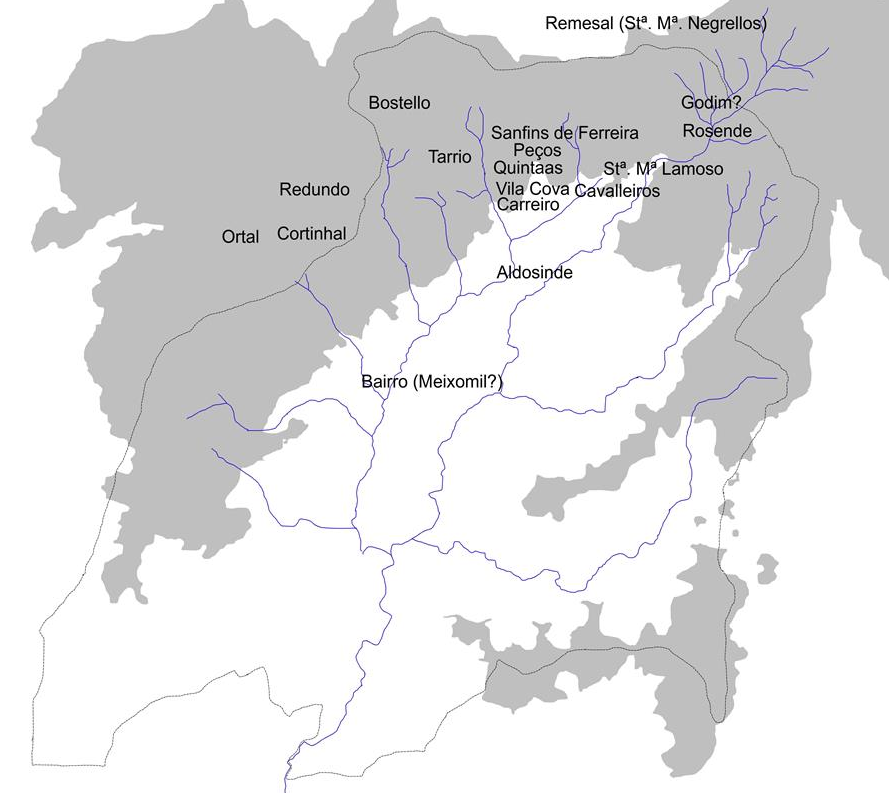
Església i comenda de Sanfins de Ferreira, antic couto i monestir

Als inicis dels anys de 1500, l'església va ser transformada en comenda de l'Orde de Crist, i tenia per comendatari l'escrivà de la Puritat i cardenal de la Santa Seu, Miguel da Silva. És en el registre de la rectoria (1525) que, per primera vegada, s'anomena “església de Sam Pero Fynz de Ferreira”. A mitjan segle XVI aquesta església de Sâo Pedro Fijz de Terra de Ferreira es restaurarà, s'hi realitzaran frescs notables, dels quals encara ens resten alguns fragments: S. Brás, en el “arc triomfal amb l'Epístola i l'Evangeli”. Aquesta església i comenda, amb béns que s'estenien fins a Cacães i Meixomil, Lamoso, Raimonda i Santa Maria de Negrelos, incloent-hi l'ermita de la muntanya (Sâo Romão), pertangueren sempre a grans senyors del regne.

##### El monestir de S. Pedro Fins de Ferreira
Del 1512 tenim el registre de l'existència d'un monestir medieval de renda “Francisquo Saam Fyns de Ferreira”. D'aquest monestir poc se sap i podria ser un annex de l'església. A Bouça da Freiria es troben plats i pitxers d'argila que provenen d'aquest espai religiós medieval, ja referit en el segle X (976). D'aquest monestir de S. Pedro Fins de Ferreira hi ha referències en inscripcions, al Museu Martins Sarmento.

##### La Capella de la Srª de la Guia
Al 1569, en el Llibre de les Visitacions, que l'arxibisbat feia a la parròquia, es diu al comenador que “mane reparar el folre de la capella, més una caixa per als paraments”, i es parla llavors de l'església, de la Casa de l'església i de la capella. L'any 1617 és d'una importància vital per al procés d'identificació del patró. Aquest any, el visitador dona l'ordre de col·locar ”una imatge de vult de s. Pere en la fornícula de l'altar major, feta per mà de bon oficial”. L'1 de setembre de 1621, el visitador mana que “els oficials de l'ermita de Nostra Senyora de la Guia reparen allò necessari, des de les portes fins als sants”.

#### A Guerra de la restauració
Amb la Guerra de la Restauració de la independència (1640 i 1668), com que el bisbe de Braga havia recolzat la corona castellana, l'església comenda de Sanfins de Ferreira passà a pertànyer al seguidor de Joan IV de Portugal, André de Almeida da Fonseca (24 de novembre de 1644). I el darrer en fou el comte de Almada, Antão José Maria de Almada, rebut de mà del seu sogre Sebastião de Abreu Pereira Cirne Peixoto.

#### Les revolucions liberals i la reedificació de l'església
Les revolucions liberals també van provocar-hi danys. En un clima de permanent tensió entre els cavallers de la Casa de l'Església/Solar de Brandões, el rector, António Marcelino Martins Machado, envia una carta al Registre General de Mercês, D. Maria II, liv.32, fl.214v-215v, en què es refereix a l'“església de S. Pedro Fins de Ferreira”[1]. Sobre la porta de l'entrada principal de l'antiga església de Sâo Pero Fins de Ferreira hi ha una inscripció que diu que es va reedificar al 1865.

#### La creu templera

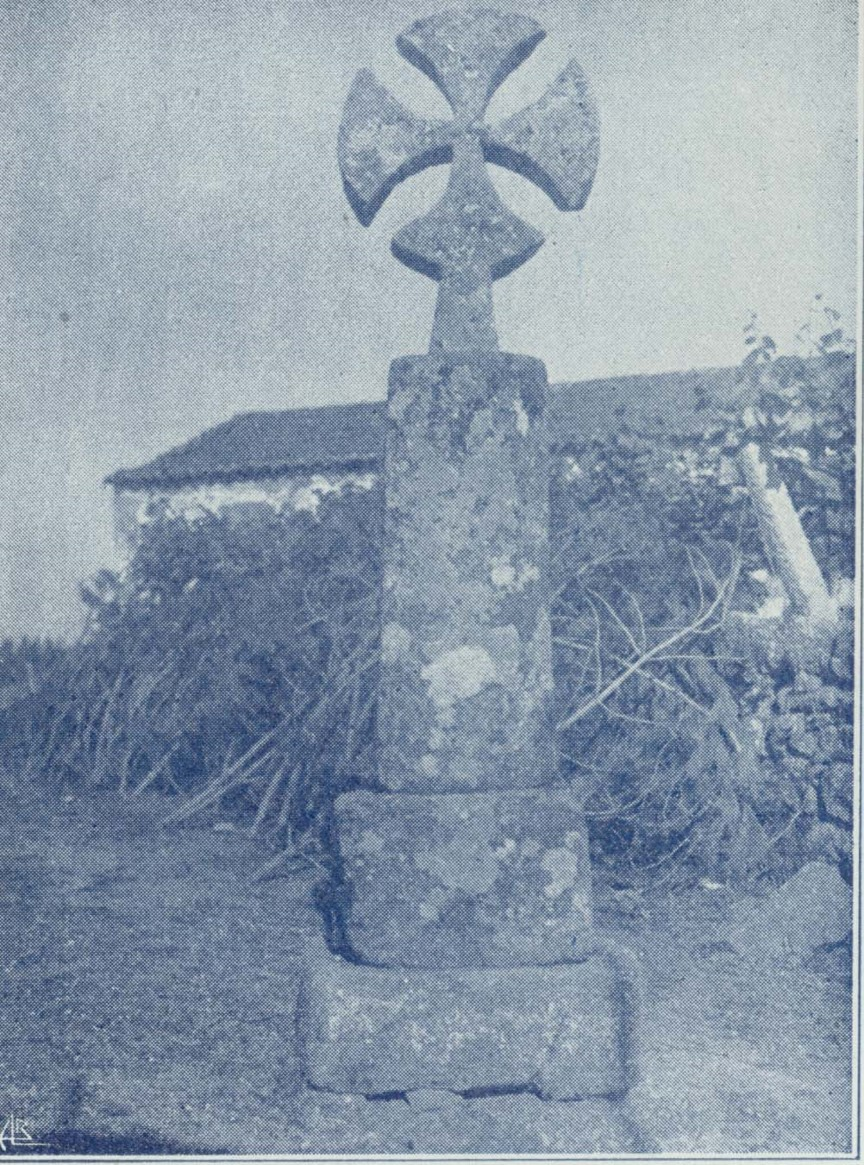
Plaça de la Confraria, lloc on es trobava la creu del Temple

No hi ha cap document escrit que esmente la presència dels templers en aquesta antiga església, couto i monestir, però en aquesta freguesia hi havia una creu del Temple, que serveix d'element central del blasó del municipi i d'altres freguesies. No se sap l'origen d'aquesta creu de l'Orde del Temple, que es trobava a la plaça de la Confraria, però la població de Sanfins de Ferreira sempre va tenir una gran cura per la seua creu de terme, fins que, ja després del 25 d'abril de 1974, durant la nit, la van destruir. Aquesta creu era als terrenys de la comenda i aquesta comenda va resultar de l'antic couto on en el s. XII, abans de la divisió d'aquest territori per les diòcesis de Braga i Porto, es manà construir un monestir.

## Població
| Població de la freguesia de Sanfins de Ferreira | Població de la freguesia de Sanfins de Ferreira | Població de la freguesia de Sanfins de Ferreira | Població de la freguesia de Sanfins de Ferreira | Població de la freguesia de Sanfins de Ferreira | Població de la freguesia de Sanfins de Ferreira | Població de la freguesia de Sanfins de Ferreira | Població de la freguesia de Sanfins de Ferreira | Població de la freguesia de Sanfins de Ferreira | Població de la freguesia de Sanfins de Ferreira | Població de la freguesia de Sanfins de Ferreira | Població de la freguesia de Sanfins de Ferreira | Població de la freguesia de Sanfins de Ferreira | Població de la freguesia de Sanfins de Ferreira | Població de la freguesia de Sanfins de Ferreira |
| ----------------------------------------------- | ----------------------------------------------- | ----------------------------------------------- | ----------------------------------------------- | ----------------------------------------------- | ----------------------------------------------- | ----------------------------------------------- | ----------------------------------------------- | ----------------------------------------------- | ----------------------------------------------- | ----------------------------------------------- | ----------------------------------------------- | ----------------------------------------------- | ----------------------------------------------- | ----------------------------------------------- |
| 1864                                            | 1878                                            | 1890                                            | 1900                                            | 1911                                            | 1920                                            | 1930                                            | 1940                                            | 1950                                            | 1960                                            | 1970                                            | 1981                                            | 1991                                            | 2001                                            | 2011                                            |
| 572                                             | 519                                             | 539                                             | 551                                             | 574                                             | 620                                             | 706                                             | 861                                             | 1 123                                           | 1 389                                           | 1 779                                           | 2 257                                           | 2 629                                           | 3 005                                           | 3 139                                           |

{| 	
}Mitjana del país en el cens de 2001: 0/14 anys 16,0%; 15/24 anys 14,3%; 25/64 anys 53,4%; 65 i més anys 16,4%
Mitjana del país en el cens de 2011: 0/14 anys 14,9%; 15/24 anys 10,9%; 25/64 anys 55,2%; 65 i més anys 19,0%

## Associacions
- Rancho Folclórico da Citânia de Sanfins

Fundació: 1980 
Sucursals: Portugal, estat espanyol, França i Alemanya 
- Grup Cultural i Esportiu Lleons de Citânia

Fundació: 1980
Divisió: 1ª Distrital (Porto)
- Grup de Bombos Amics de Borga

Fundació:1999
- APDS: Associació per al Desenvolupament de Sanfins

Fundació: 1998
- Associació Folklòrica Independent de Sanfins de Ferreira

Fundació: 1982 

## Patrimoni
- Citânia de Sanfins
- Penyal de les Nimfes (inscripció gravada a la roca a Bouça de Fervenças)
- Solar de Brandões
- Creu dels Templers